# Monica Westén
Monica Westén, gift Rydén, född 15 mars 1966, är en svensk friidrottare (sjukampare och häcklöpare) som var verksam under andra halvan av 1980-talet och första halvan av 1990-talet. 
Höjdpunkten i karriären kom 1990, då Westén satte svenskt rekord i sjukamp 6085p, som stod sig i över 10 år. Samma säsong slog hon även igenom på 400 meter häck med personliga rekordet 54,69 och brons vid EM i Split. 1991 förbättrade hon sitt peronliga rekord i femkamp till 4520p vilket höll sig som svenskt rekord i 11 år. 
Westén tävlade först för Huddinge AIS men efter år 1989 för IF Göta. Hon utsågs år 1989 till Stor Grabb/tjej nummer 384. Hon deltog vid OS 1992 samt VM 1991 och VM 1993. På EM har Monica tävlat i såväl 400mh som höjdhopp, 800m samt stafett.

## Personliga rekord
- 200 meter - 24,32 (Götzis 16 juni 1990)
- 400 meter - 53,43 (Värnamo 3 september 1989)
- 800 meter - 2.01,86 (Gävle 8 juli 1993)
- 100 meter häck - 13,56 (Karlskrona 24 juli 1989)
- 400 meter häck - 54,69 (Stockholm 13 augusti 1990)
- Höjdhopp - 1,89 (Helsingfors 18 augusti 1990)
- Längdhopp - 6,21 (Götzis 17 juni 1990)
- Sjukamp - 6085 (Götzis 17 juni 1990)